# Zalman King
Zalman King (Trenton, Nova Jersey, Estats Units, 23 de maig de 1942 - Santa Monica, Califòrnia, 3 de febrer de 2012) va ser un productor, guionista, realitzador, actor i director de fotografia estatunidenc.

## Biografia
Va començar com a actor en la pel·lícula Algú li diu amor el 1973. De jove, Zalman King va fer el paper del foragit Muley en un episodi del show televisiu Gunsmoke i era un dels protagonistes de les sèries Joves advocades (1969-71).
Zalman King ha dirigit alguna pel·lícula eròtica porno soft "estètica" de discret contingut artístic i gran èxit comercial, com Two Moon Junction del 1988, Orquídia salvatge del 1990 i Red Shoe Diaries del 1992, que es va convertir en una sèrie televisiva de llarga durada per la cadena Showtime, a més de donar vida a moltes seqüeles. Destacar que va produir i col·laborar en la direcció amb el director Adrian Lyne en la pel·lícula Nou setmanes i mitja ("9½ Weeks") que protagonitzaven Kim Basinger i Mickey Rourke, i la Sèrie de televisió i pel·lícula ChromiumBlue.com.
Probablement la millor pel·lícula de King com a director va ser La passió de Venus (Delta of Venus) de 1995, basat en el llibre d'Anaïs Nin, que tenia com a protagonista Audie England.
La pel·lícula tracta d'una noia americana que vivia a París el 1939 i que recorda les pel·lícules europees d'art intimista, en la versió eròtica, on l'erotisme i el exotisme és l'argument central de la trama d'una pel·lícula que emmarca un entorn domèstic tot i que tracta també qüestions més importants com la guerra o la situació social o política (altres exemples d'aquest gènere cinematogràfic són La insostenible lleugeresa del ser o Henry & June de Philip Kaufman).
Va estat casat amb l'escriptora i productora Patricia Louisianna Knop.
Va morir a la seva casa de Santa Monica el febrer de 2012, a causa d'un càncer de colon.

## Filmografia

### com a productor
- 1980: Roadie
- 1982: Espècies assassines
- 1986: Nou setmanes i mitja (Nine 1/2 Weeks)
- 1987: Siesta
- 1992: Red Shoe Diaries (TV)
- 1993: Lake Consequence (TV)
- 1994: Return to Two Moon Junction
- 1994: Boca
- 1996: Red Shoe Diaries 9: Slow Tren (vídeo)
- 1996: Red Shoe Diaries 13: Foun on the Floor (vídeo)
- 1996: Female Perversions
- 1996: Red Shoe Diaries 6: How I Met My Husband (vídeo)
- 1997: Business for Pleasure (TV)
- 1998: Black Sea 213
- 1998: A Place Called Truth
- 1998: In God's Hands
- 1998: Wind on Water (sèrie de televisió)
- 2000: Red Shoe Diaries 12: Girl on a Bike (vídeo)
- 2002: Barely Brooke (TV)
- 2003: Chromiumblue.com
- 2005: Forty Deuce (sèrie de televisió)
- 2006: Crazy Again
- 2006: Dance with the Devil

### com a guionista
- 1996: Red Shoe Diaries 13: Foun on the Floor (vídeo) (segment Emily's Dance)
- 1986: Nou setmanes i mitja (Nine 1/2 Weeks)
- 1988: Wildfire
- 1988: Two Moon Junction
- 1990: Orquídia salvatge (Wild Orchid)
- 1992: Wild Orchid II: Two Shades of Blue
- 1992: Red Shoe Diaries (TV)
- 1993: Lake Consequence (TV)
- 1995: Red Shoe Diaries 5: Weekend Pass (vídeo)
- 1997: Business for Pleasure (TV)
- 1998: In God's Hands
- 2000: Women of the Night
- 2000: Red Shoe Diaries 12: Girl on a Bike (vídeo)
- 2013: Pleasure or Pain

### com a actor
- 1965: The Monsters : Man with a beard
- 1966: The Dangerous Days of Kiowa Jones d'Alex March (TV): Jesse
- 1967: Stranger on the Run: Larkin
- 1969: The Young Lawyers (TV) : Aaron Silverman
- 1970: The Intruders (TV): Bob Younger
- 1970: The Young Lawyers (sèrie de televisió): Aaron Silverman (1970-1971)
- 1971: You've Got to Walk It Like You Talk It or You'll Lose That Beat: Carter Fields
- 1971: The Sky Bum : Johnny
- 1972: Lo B'Yom V'Lo B'Layla : Adam
- 1973: Some Call It Loving : Robert Troy
- 1974: Smile, Jenny, You're Dead (TV) : '¡Roy St. John
- 1975: Trip with the Teacher
- 1976: Blue Sunshine: Jerry Zipkin
- 1976: Sammy Somebody
- 1976: The Passover Plot: Yeshua
- 1979: Like Normal People (TV): Bill Stein
- 1980: Tell Me a Riddle: Paul
- 1981: La galàxia del terror (Galaxy of Terror): Baelon
- 1982: Espècies assassines (Endangered Species): productor de Hollywood
- 2006: Dance with the Devil

### com a director
- 1988: Wildfire
- 1988: Two Moon Junction
- 1990: Orquídia salvatge (Wild Orchid)
- 1992: Wild Orchid II: Two Shades of Blue
- 1992: Red Shoe Diaries (TV)
- 1993: Red Shoe Diaries 3: Another Woman's Lipstick (vídeo)
- 1995: La passió de Venus (Delta of Venus)
- 1996: Red Shoe Diaries 9: Slow Train (vídeo)
- 1996: Red Shoe Diaries 13: Foun on the Floor (vídeo)
- 1998: Shame, Shame, Shame
- 1998: In God's Hands
- 1998: Wind on Water (sèrie de televisió)
- 2000: Women of the Night
- 2000: Red Shoe Diaries 12: Girl on a Bike (vídeo)
- 2002: Barely Brooke (TV)
- 2003: Chromiumblue.com
- 2005: Forty Deuce (sèrie de televisió)
- 2006: Crazy Again
- 2013: Pleasure or Pain

### com a director de fotografia
- 2005: Forty Deuce (sèrie de televisió)
- 2006: Crazy Again
- 2006: Dance with the Devil